# Li Ning Company Limited

Li Ning Company Limited é uma empresa chinesa de artigos esportivos.

## Patrocínio

### Futebol

#### Associações
- Tadjiquistão

#### Clubes
- Esteghlal
- Esteghlal Khuzestan
- Persepolis
- Tractor Sazi
- Club Puebla

### Basquetebol
- Seleção Argentina de Basquetebol Masculino
- Seleção Espanhola de Basquetebol Masculino
- José Calderón
- Shaquille O'Neal
- Baron Davis
- Chuck Hayes
- Dwyane Wade

### Tênis
- Peng Shuai
- Yan Zi
- Sun Shengnan
- Ivan Ljubičić
- Marin Čilić
- Alex Bogdanovic
- Iván Navarro
- Denis Istomin

### Tênis de mesa
- Zhang Yining
- Wang Liqin
- UATT

### Ginástica
- Li Xiaopeng

### Mergulho
- Guo Jingjing

### Salto com vara
- Yelena Isinbayeva

### Lançamento de dardo
- Andreas Thorkildsen

### 400 Metros
- Huang Xiaoxiao

### 100 Metros
- Asafa Powell